# Melica
- Commons
- Wikispecies

Melica L. é um género botânico pertencente à família Poaceae.
Na classificação taxonômica de Jussieu (1789), Melica é o nome de um gênero  botânico,  ordem  Gramineae,  classe Monocotyledones com estames hipogínicos.

## Sinônimos
| - Beckeria Bernh. - Bromelica (Thurb.) Farw. - Claudia Opiz (SUS) | - Dalucum Adans. (SUS) - Verinea Merino - Verlangia Neck. ex Raf. |

## Espécies
| - Melica acuminata Bol. - Melica adhaerens Hack. - Melica alba Hitchc. - Melica aristata Thunb. - Melica aurantiaca Lam. - Melica bulbosa Geyer - Melica californica Scribn. - Melica ciliata L. - Melica commutata Steud. - Melica diffusa Walter - Melica elongata Nutt. - Melica frutescens Scribn. - Melica fugax Bol. - Melica geyeri Munro - Melica harfordii Bol. | - Melica imperfecta Trin. - Melica inflata Vasey - Melica micrantha Nutt. - Melica monantha Roseng. - Melica multinervia Vasey - Melica minuta L. - Melica mutica Walter - Melica nutans L. - Melica papilionacea L. - Melica porteri Scribn. - Melica retrofracta Suksd. - Melica scabra Nutt. - Melica spectabilis Scribn. - Melica torreyana Scribn. - Melica uniflora Retz. |

- «Lista completa»

## Classificação do gênero
| Sistema | Classificação                   | Referência               |
| ------- | ------------------------------- | ------------------------ |
| Linné   | Classe Triandria, ordem Digynia | Species plantarum (1753) |